# Euro Hockey League 2012/2013
De Euro Hockey League 2012/2013 is het zesde seizoen van de Euro Hockey League.

## Deelnemers
De landen mochten afhankelijk van hun positie op de in juni 2012 gepubliceerde ranglijst van de EHL drie, twee of één ploeg laten deelnemen aan de Euro Hockey League, hieronder een overzicht van de deelnemende ploegen.
| Land            | Deelnemende ploegen                                     |
| 3 teams         | 3 teams                                                 |
| --------------- | ------------------------------------------------------- |
| 1. Nederland    | Amsterdam H&BC, HC Rotterdam, HC Bloemendaal            |
| 2. Duitsland    | Berliner HC, KHTC Stadion Rot-Weiss, Uhlenhorst Mülheim |
| 3. Engeland     | Reading HC, East Grinstead HC, Beeston HC               |
| 4. België       | Waterloo Ducks, KHC Dragons, Royal Léopold Club         |
| 2 teams         |                                                         |
| 5. Spanje       | Atlètic Terrassa, Club de Campo                         |
| 6. Rusland      | HC Dinamo Kazan, Izmailovo Moskva                       |
| 7. Frankrijk    | Lille MHC, St Germain HC                                |
| 8. Schotland    | Kelburne HC, Grange HC                                  |
| 1 team          |                                                         |
| 9. Ierland      | Lisnagarvey HC                                          |
| 10. Polen       | WKS Grunwald Poznań                                     |
| 11. Wit-Rusland | Stroitel Brest                                          |
| 12. Oostenrijk  | AHTC Wien                                               |

## Toernooi
Net als in voorgaande jaren zullen in de eerste ronde 24 teams in acht groepen van drie tegenover elkaar staan. De nummers één en twee gaan door naar de tweede ronde. Daarvoor wordt een groepswinnaar gekoppeld aan een nummer 2. Vervolgens zijn er kwartfinales, halve finales en de finale.

## Ronde 1 (poulefase)
- 12 t/m 14 oktober 2012: Barcelona, Spanje (Poules A, C, E, F)
- 26 t/m 28 oktober 2012; East Grinstead, Engeland (Poules B, D, G, H)

#### Groep A
| Team                | Gespeeld | G | G | V | DV | DT | DS | Pnt |
| ------------------- | -------- | - | - | - | -- | -- | -- | --- |
| Beeston HC          | 2        | 2 | 0 | 0 | 11 | 4  | +7 | 10  |
| Amsterdam H&BC      | 2        | 0 | 1 | 1 | 6  | 7  | −1 | 3   |
| WKS Grunwald Poznań | 2        | 0 | 0 | 2 | 2  | 8  | −6 | 2   |

| 12 oktober 2012 09:30 UTC+2                                                                                    |           |                     |                                                             |
| Beeston HC | 6:0 (0:0) | WKS Grunwald Poznań | Barcelona Scheidsrechters: Coen van Bunge Sébastien Duterme |
| 45' David Ames 47' Benjamin Arnold 48' Simon Egerton 51' Simon Egerton 59' Simon Egerton 70' Harry Martin (sc) |           |                     | Barcelona Scheidsrechters: Coen van Bunge Sébastien Duterme |

| 13 oktober 2012 09:30 UTC+2                                           |           |                                                                                     |                                                             |
| Amsterdam H&BC                                                        | 4:5 (2:1) | Beeston HC                                                                          | Barcelona Scheidsrechters: Fabian Blasch Gregory Maya-Perez |
| 6' Santi Freixa 20' Roc Oliva 41' Billy Bakker 56' Taeke Taekema (sc) |           | 27' David Ames 45' Adam Dixon (sc) 61' Martin Jones 62' David Ames 65' Mark Wadsley | Barcelona Scheidsrechters: Fabian Blasch Gregory Maya-Perez |

| 14 oktober 2012 09:30 UTC+2                   |           |                                                           |                                                          |
| Amsterdam H&BC                                | 2:2 (1:2) | WKS Grunwald Poznań                                       | Barcelona Scheidsrechters: Warren McCully Benjamin Mauss |
| 35' Taeke Taekema (sc) 42' Taeke Taekema (sc) |           | 26' Tomasz Marconkowski (sc) 30' Tomasz Marconkowski (sc) | Barcelona Scheidsrechters: Warren McCully Benjamin Mauss |

#### Groep B
| Team          | Gespeeld | G | G | V | DV | DT | DS | Pnt |
| ------------- | -------- | - | - | - | -- | -- | -- | --- |
| KHC Dragons   | 2        | 2 | 0 | 0 | 6  | 4  | +2 | 10  |
| Reading HC    | 2        | 1 | 0 | 1 | 5  | 5  | 0  | 6   |
| St Germain HC | 2        | 0 | 0 | 2 | 2  | 4  | –2 | 0   |

| 26 oktober 2012 12:00 UTC+1               |           |                          |                                                             |
| KHC Dragons                               | 2:1 (1:1) | St Germain HC            | East Grinstead Scheidsrechters: Will Drury Jonas van 't Hek |
| 16' Mathew Cobbaert (sc) 58' Jeffrey Thys |           | 8' Jean-Baptiste Pauchet | East Grinstead Scheidsrechters: Will Drury Jonas van 't Hek |

| 27 oktober 2012 12:00 UTC+1                      |           |                                                                                  |                                                                |
| Reading HC                                       | 3:4 (2:1) | KHC Dragons                                                                      | East Grinstead Scheidsrechters: Geoff Conn Roderick Wijsmuller |
| 2' Simon Mantell 32' Craig Peel 51' Jonty Clarke |           | 11' Jesse van Minde 40' Jesse van Minde 49' Loick Luypaert (sc) 55' Jeffrey Thys | East Grinstead Scheidsrechters: Geoff Conn Roderick Wijsmuller |

| 28 oktober 2012 12:00 UTC+1    |           |                          |                                                                     |
| Reading HC                     | 2:1 (0:1) | St Germain HC            | East Grinstead Scheidsrechters: Gregory Uyttenhove Jonas van 't Hek |
| 38' Chris Cargo 69' Tom Carson |           | 9' Jean-Baptiste Pauchet | East Grinstead Scheidsrechters: Gregory Uyttenhove Jonas van 't Hek |

#### Groep C
| Team         | Gespeeld | G | G | V | DV | DT | DS  | Pnt |
| ------------ | -------- | - | - | - | -- | -- | --- | --- |
| HC Rotterdam | 2        | 1 | 1 | 0 | 15 | 2  | +13 | 7   |
| Berliner HC  | 2        | 1 | 1 | 0 | 10 | 2  | +8  | 7   |
| Grange HC    | 2        | 0 | 0 | 2 | 0  | 21 | −21 | 0   |

| 12 oktober 2012 17:00 UTC+2 |            |           |                                                               |
| HC Rotterdam | 13:0 (4:0) | Grange HC | Barcelona Scheidsrechters: Gregory Maya-Perez Warren McCullen |
| 4' Jeroen Hertzberger (sc) 24' Simon Child 29' Jeroen Hertzberger (sc) 31' Paul Melkert 44' Nick Wilson 48' Sjoerd Gerretsen 52' Paul Melkert 54' Jeroen Hertzberger 60' Jeroen Hertzberger (sc) 62' Jeroen Hertzberger 65' Paul Melkert 69' Bas Campbell 70' Joost van den Berg (sc) |            |           | Barcelona Scheidsrechters: Gregory Maya-Perez Warren McCullen |

| 13 oktober 2012 17:00 UTC+2 |           |           |                                                            |
| Berliner HC | 8:0 (4:0) | Grange HC | Barcelona Scheidsrechters: Jakub Mejzlik Sébastien Duterme |
| 13' Martin Häner (sc) 22' Richard Braun (sc) 29' Martin Häner (sc) 34' Kevin Lim (sc) 38' Martin Zwicker (sc) 39' Jonas Gomoll 43' Martin Häner (sc) 49' Niklas Cartsburg |           |           | Barcelona Scheidsrechters: Jakub Mejzlik Sébastien Duterme |

| 14 oktober 2012 17:00 UTC+2                   |           |                                             |                                                             |
| Berliner HC                                   | 2:2 (1:1) | HC Rotterdam                                | Barcelona Scheidsrechters: Michael Eilmer Sébastien Duterme |
| 14' Anton Ebeling 64' Jeroen Hertzberger (ed) |           | 18' Jeroen Hertzberger (sc) 46' Nick Wilson | Barcelona Scheidsrechters: Michael Eilmer Sébastien Duterme |

#### Groep D
| Team              | Gespeeld | G | G | V | DV | DT | DS | Pnt |
| ----------------- | -------- | - | - | - | -- | -- | -- | --- |
| Waterloo Ducks    | 2        | 2 | 0 | 0 | 6  | 1  | +5 | 10  |
| East Grinstead HC | 2        | 1 | 0 | 1 | 6  | 2  | +4 | 6   |
| Stroitel Brest    | 2        | 0 | 0 | 2 | 0  | 9  | −9 | 0   |

| 26 oktober 2012 17:00 UTC+1                                                    |           |                |                                                                    |
| East Grinstead HC                                                              | 5:0 (4:0) | Stroitel Brest | East Grinstead Scheidsrechters: Gregory Uyttenhove Pawel Linkowski |
| 23' Andy Piper 27' Mark Pearn 32' Glenn Kirkham 34' Andy Piper 45' Adam Jordan |           |                | East Grinstead Scheidsrechters: Gregory Uyttenhove Pawel Linkowski |

| 27 oktober 2012 17:00 UTC+1                                                               |           |                |                                                               |
| Waterloo Ducks                                                                            | 4:0 (2:0) | Stroitel Brest | East Grinstead Scheidsrechters: Michal Margolien Andres Ortiz |
| 6' Maxime Luycx 13' Maxime Capelle 39' Alexandre de Saedeleer (sc) 55' Tanguy Cosyns (sc) |           |                | East Grinstead Scheidsrechters: Michal Margolien Andres Ortiz |

| 28 oktober 2012 17:00 UTC+1          |           |                   |                                                            |
| Waterloo Ducks                       | 2:1 (2:0) | East Grinstead HC | East Grinstead Scheidsrechters: Pawel Linkowski Geoff Conn |
| 3' Tanguy Cosyns 28' Alastar Brogdon |           | 41' Rick Gay (sc) | East Grinstead Scheidsrechters: Pawel Linkowski Geoff Conn |

#### Groep E
| Team               | Gespeeld | G | G | V | DV | DT | DS | Pnt |
| ------------------ | -------- | - | - | - | -- | -- | -- | --- |
| Atlètic Terrassa   | 2        | 1 | 1 | 0 | 7  | 3  | +4 | 7   |
| Royal Léopold Club | 2        | 1 | 1 | 0 | 7  | 4  | +3 | 7   |
| Izmailovo Moskva   | 2        | 0 | 0 | 2 | 1  | 8  | –7 | 0   |

| 12 oktober 2012 12:00 UTC+2                                                            |           |                     |                                                     |
| Royal Léopold Club                                                                     | 4:1 (2:1) | Izmailovo Moskva    | Barcelona Scheidsrechters: Bruce Bale Jakub Mejzlik |
| 13' Elliot van Strydonck 13' Maxime Tys 65' Arthur Verdussen (sc) 69' Agustin Mazzilli |           | 16' Nikolay Komarov | Barcelona Scheidsrechters: Bruce Bale Jakub Mejzlik |

| 13 oktober 2012 12:00 UTC+2                                                       |           |                  |                                                          |
| Atlètic Terrassa                                                                  | 4:0 (2:0) | Izmailovo Moskva | Barcelona Scheidsrechters: Coen van Bunge Benjamin Mauss |
| 20' Roger Pablo 26' Jaume Ventayol (sc) 60' Sergi Enrique (sb) 70' Albert Beltran |           |                  | Barcelona Scheidsrechters: Coen van Bunge Benjamin Mauss |

| 14 oktober 2012 12:00 UTC+2                                   |           |                                                          |                                                     |
| Atlètic Terrassa                                              | 3:3 (1:1) | Royal Léopold Club                                       | Barcelona Scheidsrechters: Fabian Blasch Bruce Bale |
| 17' Romain Henet (ed) 51' Romain Henet (ed) 66' Inyaki Freixa |           | 31' Lucas Rossi 48' Jonathan Beckers (sc) 52' Maxime Tys | Barcelona Scheidsrechters: Fabian Blasch Bruce Bale |

#### Groep F
| Team               | Gespeeld | G | G | V | DV | DT | DS | Pnt |
| ------------------ | -------- | - | - | - | -- | -- | -- | --- |
| Uhlenhorst Mülheim | 2        | 1 | 0 | 1 | 7  | 5  | +2 | 6   |
| Club de Campo      | 2        | 1 | 0 | 1 | 6  | 6  | 0  | 6   |
| HC Dinamo Kazan    | 2        | 1 | 0 | 1 | 4  | 6  | −2 | 5   |

| 12 oktober 2012 14:30 UTC+2                                           |           |                   |                                                         |
| HC Dinamo Kazan                                                       | 3:2 (2:1) | Club de Campo     | Barcelona Scheidsrechters: Michael Eilmer Fabian Blasch |
| 11' Anton Kornilov 16' Alexandr Siuskin 52' Imran Ali Warsi Syed (sc) |           | 28' (ed) 48' (ed) | Barcelona Scheidsrechters: Michael Eilmer Fabian Blasch |

| 13 oktober 2012 14:30 UTC+2                                                                 |           |                         |                                                      |
| Uhlenhorst Mülheim                                                                          | 4:1 (0:0) | HC Dinamo Kazan         | Barcelona Scheidsrechters: Bruce Bale Warren McCully |
| 38' Thilo Stralkowski (sc) 39' Benedict Fürk 51' Lukas Windfeder 56' Thilo Stralkowski (sc) |           | 65' Timur Nikolaev (sc) | Barcelona Scheidsrechters: Bruce Bale Warren McCully |

| 14 oktober 2012 14:30 UTC+2                               |           |                                                                                  |                                                         |
| Uhlenhorst Mülheim                                        | 3:4 (1:1) | Club de Campo                                                                    | Barcelona Scheidsrechters: Coen van Bunge Jakub Mejzlik |
| 30' Benedict Fürk 50' Ole Keusgen 68' Christian Schmiedel |           | 14' Moritz Fürste (sc) 51' Gonzalo Lasso 53' Gonzalo Lasso 55' Oskar Deecke (sc) | Barcelona Scheidsrechters: Coen van Bunge Jakub Mejzlik |

#### Groep G
| Team           | Gespeeld | G | G | V | DV | DT | DS | Pnt |
| -------------- | -------- | - | - | - | -- | -- | -- | --- |
| HC Bloemendaal | 2        | 2 | 0 | 0 | 10 | 2  | 8  | 10  |
| Lisnagarvey HC | 2        | 0 | 1 | 1 | 3  | 6  | –3 | 2   |
| Lille MHC      | 2        | 0 | 1 | 1 | 5  | 10 | –5 | 2   |

| 26 oktober 2012 14:30 UTC+1              |           | |                                                         |
| Lille MHC                                | 2:7 (1:3) | HC Bloemendaal | East Grinstead Scheidsrechters: Geoff Conn Andres Ortiz |
| 34' Victor Lockwood 70' Fernando Mondaca |           | 8' Rogier Hofman 14' Roel Bovendeert 20' Olmer Meijer (sc) 43' Teun de Nooijer 49' Roel Bovendeert 50' Teun de Nooijer 66' Ronald Brouwer (sb) | East Grinstead Scheidsrechters: Geoff Conn Andres Ortiz |

| 27 oktober 2012 14:30 UTC+1                                 |           |                                                                      |                                                                 |
| Lille MHC                                                   | 3:3 (3:0) | Lisnagarvey HC                                                       | East Grinstead Scheidsrechters: Pawel Linkowski Moritz Meissner |
| 14' Fernando Mondaca 15' Gaspard Clin 31' Yannick Schambert |           | 55' Timothy Cockram (sc) 57' Philip Stirling 59' Timoty Cockram (sc) | East Grinstead Scheidsrechters: Pawel Linkowski Moritz Meissner |

| 28 oktober 2012 14:30 UTC+1                              |           |                |                                                              |
| HC Bloemendaal                                           | 3:0 (0:0) | Lisnagarvey HC | East Grinstead Scheidsrechters: Moritz Meissner Andres Ortiz |
| 58' Freek Martens 60' Ronald Brouwer 63' Roel Bovendeert |           |                | East Grinstead Scheidsrechters: Moritz Meissner Andres Ortiz |

#### Groep H
| Team           | Gespeeld | G | G | V | DV | DT | DS  | Pnt |
| -------------- | -------- | - | - | - | -- | -- | --- | --- |
| Rot-Weiss Köln | 2        | 2 | 0 | 0 | 20 | 2  | +18 | 10  |
| Kelburne HC    | 2        | 1 | 0 | 1 | 4  | 9  | −5  | 5   |
| AHTC Wien      | 2        | 0 | 0 | 2 | 2  | 15 | −13 | 1   |

| 26 oktober 2012 09:30 UTC+1 |           | |                                                                      |
| Kelburne HC                 | 1:8 (1:3) | Rot-Weiss Köln | East Grinstead Scheidsrechters: Michal Margolien Roderick Wijsmuller |
| 35' Ben Peterson (sc)       |           | 6' Arnaud Becuwe 16' Marco Miltkau 34' Jan-Marco Montag (sc) 44' Marco Miltkau 53' Jan-Marco Montag (sc) 56' Christopher Zeller 58' Jan-Marco Montag (sc) 68' Alexander Schöllkopf | East Grinstead Scheidsrechters: Michal Margolien Roderick Wijsmuller |

| 27 oktober 2012 09:30 UTC+1                                 |           |                   |                                                                     |
| Kelburne HC                                                 | 3:1 (1:1) | AHTC Wien         | East Grinstead Scheidsrechters: Gregory Uyttenhove Jonas van 't Hek |
| 12' William Marshall 40' Alan Forsyth 65' Jonathan Christie |           | 5' Adam Amtmanski | East Grinstead Scheidsrechters: Gregory Uyttenhove Jonas van 't Hek |

| 28 oktober 2012 09:30 UTC+1 |            |                       |                                                             |
| Rot-Weiss Köln | 12:1 (9:0) | AHTC Wien             | East Grinstead Scheidsrechters: Will Drury Michal Margolien |
| 2' Marco Miltkau 3' Niclas Thiel 7' Marco Miltkau 14' Jan-Marco Montag (sc) 15' Marcel Meurer 21' Christoph Menke (sc) 24' Moritz Trompertz 28' Christopher Zeller (sb) 35' Christopher Zeller 48' Alexander Schöllkopf 68' Marco Miltkau (sc) 69' Marcel Meurer (sc) |            | 66' Mathias Gero (sc) | East Grinstead Scheidsrechters: Will Drury Michal Margolien |

## Knock-outfase

### Tweede ronde
| 29 maart 2013 09:30 UTC+2                                                                                     |                             |             |                                                                             |
| Uhlenhorst Mülheim                                                                                            | 5:0 (4:0)                   | Kelburne HC | Wagener Stadion, Amstelveen Scheidsrechters: Gregory Uyttenhove Dan Barstow |
| 4' Thilo Stralkowski (sc) 19' Christopher Rühr 23' Johannes Schmitz 32' Christopher Rühr 49' Johannes Schmitz | Wedstrijdverslag[dode link] |             | Wagener Stadion, Amstelveen Scheidsrechters: Gregory Uyttenhove Dan Barstow |

| 29 maart 2013 12:00 UTC+2                                           |                             |                                                |                                                                              |
| Rot-Weiss Köln                                                      | 3:2 (1:0)                   | Royal Léopold Club                             | Wagener Stadion, Amstelveen Scheidsrechters: Marcin Grochal Jonas van 't Hek |
| 15' Marco Miltkau 37' Tibor Weissenborn 51' Christopher Zeller (sc) | Wedstrijdverslag[dode link] | 35' Arthur Verdussen 65' Jerome Verdussen (sc) | Wagener Stadion, Amstelveen Scheidsrechters: Marcin Grochal Jonas van 't Hek |

| 29 maart 2013 14:30 UTC+2                                                                                  |                             | |                                                                          |
| HC Rotterdam                                                                                               | 5:6 (2:2, 1:1)              | Reading HC | Wagener Stadion, Amstelveen Scheidsrechters: Colin Hutchinson Geoff Conn |
| 18' Bas Campbell 41' Sjoerd Gerretsen Doelpunten in shootout Jeroen Hertzberger Oliver Polkamp Simon Child | Wedstrijdverslag[dode link] | 21' Tom Carson 62' Richard Mantell (sc) Doelpunten in shootout Simon Mantell Chris Cargo Darren Cheesman Jonty Clarke | Wagener Stadion, Amstelveen Scheidsrechters: Colin Hutchinson Geoff Conn |

| 29 maart 2013 17:00 UTC+2 |                  |                                   |                                                                          |
| KHC Dragons | 7:2 (3:2)        | Lisnagarvey HC                    | Wagener Stadion, Amstelveen Scheidsrechters: Diego Estebanez Mike Gerwig |
| 14' Loick Luypaert (sb) 15' Loick Luypaert (sc) 27' Matthew Cobbaert 37' Jeffrey Thys 39' Florent van Aubel (sc) 53' Loick Luypaert (sc) 61' Loick Luypaert (sb) | Wedstrijdverslag | 20' Mark Raphael 32' Mark Raphael | Wagener Stadion, Amstelveen Scheidsrechters: Diego Estebanez Mike Gerwig |

| 30 maart 2013 09:30 UTC+2                             |                             |                                     |                                                                             |
| Beeston HC                                            | 3:2 (2:2, 1:2)              | East Grinstead HC                   | Wagener Stadion, Amstelveen Scheidsrechters: Gregory Uyttenhove Mike Gerwig |
| 12' Carl Smith 47' Adam Dixon 75' Oliver Willars (sc) | Wedstrijdverslag[dode link] | 18' Glenn Kirkham 25' Glenn Kirkham | Wagener Stadion, Amstelveen Scheidsrechters: Gregory Uyttenhove Mike Gerwig |

| 30 maart 2013 12:00 UTC+2                                                                                                  |                             |                  |                                                                       |
| HC Bloemendaal | 6:1 (2:0)                   | Club de Campo    | Wagener Stadion, Amstelveen Scheidsrechters: Martin Madden Geoff Conn |
| 4' Chris Ciriello (sc) 32' Roel Bovendeert 47' Stijn Jolie 58' Chris Ciriello (sc) 61' Rogier Hofman 66' Wouter Jolie (sc) | Wedstrijdverslag[dode link] | 40' Oskar Deecke | Wagener Stadion, Amstelveen Scheidsrechters: Martin Madden Geoff Conn |

| 30 maart 2013 14:30 UTC+2 |                             |                                              |                                                                         |
| Atlètic Terrassa          | 1:2 (1:1)                   | Amsterdam H&BC                               | Wagener Stadion, Amstelveen Scheidsrechters: Marcin Grochal Dan Barstow |
| 33' Ignasi Freixa         | Wedstrijdverslag[dode link] | 8' Robert Tigges (sc) 54' Taeke Taekema (sc) | Wagener Stadion, Amstelveen Scheidsrechters: Marcin Grochal Dan Barstow |

| 30 maart 2013 17:00 UTC+2 |                  |                                                             |                                                                               |
| Waterloo Ducks HC         | 0:3 (0:1)        | Berliner HC                                                 | Wagener Stadion, Amstelveen Scheidsrechters: Diego Estebanez Jonas van 't Hek |
|                           | Wedstrijdverslag | 27' Martin Häner (sb) 37' Jonas Gomoll 42' Robert Marx (sc) | Wagener Stadion, Amstelveen Scheidsrechters: Diego Estebanez Jonas van 't Hek |

### Kwartfinales
| 31 maart 2013 12:00 UTC+2                          |                  |                                                                      |                                                                                 |
| Uhlenhorst Mülheim                                 | 2:3 (2:2, 2:2)   | Rot-Weiss Köln                                                       | Wagener Stadion, Amstelveen Scheidsrechters: Gregory Uyttenhove Diego Estebanez |
| 17' Jan-Philipp Rabente (sb) 30' Thilo Stralkowski | Wedstrijdverslag | 22' Daniel Montag 62' Christopher Zeller (sc) 74' Benjamin Wess (sc) | Wagener Stadion, Amstelveen Scheidsrechters: Gregory Uyttenhove Diego Estebanez |

| 31 maart 2013 14:30 UTC+2 |                  | |                                                                             |
| Reading HC                | 1:5 (0:2)        | KHC Dragons                                                                                         | Wagener Stadion, Amstelveen Scheidsrechters: Jonas van 't Hek Martin Madden |
| 46' Christopher Newman    | Wedstrijdverslag | 7' Maurice Dubois 18' Maurice Dubois 36' Florent van Aubel 63' Jeffrey Thys 67' Loick Luypaert (sc) | Wagener Stadion, Amstelveen Scheidsrechters: Jonas van 't Hek Martin Madden |

| 1 april 2013 12:00 UTC+2 |                  |                                                                               |                                                                         |
| Beeston HC               | 1:4 (0:1)        | HC Bloemendaal                                                                | Wagener Stadion, Amstelveen Scheidsrechters: Marcin Grochal Mike Gerwig |
| 61' Oliver Willars (sc)  | Wedstrijdverslag | 17' Pelle Vos 56' Chris Ciriello (sc) 57' Stijn Jolie 67' Chris Ciriello (sc) | Wagener Stadion, Amstelveen Scheidsrechters: Marcin Grochal Mike Gerwig |

| 1 april 2013 14:30 UTC+2                                  |                  |                                    |                                                                           |
| Amsterdam H&BC                                            | 3:2 (0:0)        | Berliner HC                        | Wagener Stadion, Amstelveen Scheidsrechters: Colin Hutchinson Dan Barstow |
| 47' Mirco Pruyser (sc) 49' Santi Freixa 56' Mirco Pruyser | Wedstrijdverslag | 40' Robert Marx 51' Kevin Lim (sc) | Wagener Stadion, Amstelveen Scheidsrechters: Colin Hutchinson Dan Barstow |

### Halve finales
| 18 mei 2013 12:00 UTC+2 |                  | |                                                                                 |
| KHC Dragons | 9:8 (2:1, 3:3)   | Rot-Weiss Köln | Sportpark 't Kopje, Bloemendaal Scheidsrechters: Colin Hutchinson Hamish Jamson |
| 35' Jeffrey Thys (sc) 52' Matthew Cobbaert 66' Thierry Stumpe 76' Felix Denayer Doelpunten in shootout Matthew Cobbaert Florent van Aubel Loïck Luypaert Arthur Van Doren Jeffrey Thys | Wedstrijdverslag | 17' Christoph Menke 18' Christopher Zeller (sb) 66' Andrin Rickli 80' Christopher Zeller (sc) Doelpunten in shootout Christopher Zeller Moritz Trompertz Marco Miltkau Tibor Weissenborn | Sportpark 't Kopje, Bloemendaal Scheidsrechters: Colin Hutchinson Hamish Jamson |

| 18 mei 2013 14:30 UTC+2                                                        |                  | |                                                                                     |
| Amsterdam H&BC                                                                 | 3:5 (2:0, 2:2)   | HC Bloemendaal                                                                                           | Sportpark 't Kopje, Bloemendaal Scheidsrechters: Christian Blasch Francisco Vazquez |
| 14' Mirco Pruyser 20' Mirco Pruyser Doelpunten in shootout Jan-Willem Buissant | Wedstrijdverslag | 53' Eby Kessing (sc) 63' Fergus Kavanagh Doelpunten in shootout Matthew Swann Rogier Hofman Wouter Jolie | Sportpark 't Kopje, Bloemendaal Scheidsrechters: Christian Blasch Francisco Vazquez |

### Kleine finale
| 19 mei 2013 10:15 UTC+2                                              |                             |                                                                                                  |                                                                                 |
| Rot-Weiss Köln                                                       | 3:5 (1:1)                   | Amsterdam H&BC                                                                                   | Sportpark 't Kopje, Bloemendaal Scheidsrechters: Martin Madden Colin Hutchinson |
| 32' Joshua Delarber (sc) 47' Marco Miltkau 70' Jan-Marco Montag (sc) | Wedstrijdverslag[dode link] | 19' Casper Horn 40' Valentin Verga (sb) 46' Taeke Taekema (sc) 60' Billy Bakker 64' Billy Bakker | Sportpark 't Kopje, Bloemendaal Scheidsrechters: Martin Madden Colin Hutchinson |

### Finale
| 19 mei 2013 15:15 UTC+2 |                  |                                     |                                                                                 |
| KHC Dragons             | 0:2 (0:1)        | HC Bloemendaal                      | Sportpark 't Kopje, Bloemendaal Scheidsrechters: Christian Blasch Hamish Jamson |
|                         | Wedstrijdverslag | 21' Rogier Hofman 60' Rogier Hofman | Sportpark 't Kopje, Bloemendaal Scheidsrechters: Christian Blasch Hamish Jamson |

## Eindrangschikking
| rang   | club           |
| ------ | -------------- |
| Goud   | HC Bloemendaal |
| Zilver | KHC Dragons    |
| Brons  | Amsterdam H&BC |
| 4      | Rot-Weiss Köln |

- Teun de Nooijer werd uitgeroepen tot de beste speler van het toernooi

## Kampioen
| Euro Hockey League 2012/2013 |
| ---------------------------- |
| HC Bloemendaal 4de titel     |